# NGC 31
NGC 31 (również PGC 751) – galaktyka spiralna (Sc), znajdująca się w gwiazdozbiorze Feniksa. Odkrył ją John Herschel 28 października 1834 roku.